# فرودگاه بین‌المللی شهرستان سنت لوسی
فرودگاه بین‌المللی شهرستان سینت لوسی (به انگلیسی: St. Lucie County International Airport) یک فرودگاه همگانی بهره‌برداری هوایی با کد یاتا FPR است که یک باند فرود آسفالت دارد و طول باند آن ۱۹۷۹ متر است. این فرودگاه در کشور ایالات متحده آمریکا قرار دارد و در ارتفاع ۷٫۳ متری از سطح دریا واقع شده است.